# Cernande
Cernande es una aldea española del municipio de Lousame, La Coruña, Galicia. Pertenece a la parroquia de Tállara. 
En 2021 tenía una población de 67 habitantes (29 hombres y 38 mujeres). Está situada en el suroeste del municipio a 74 metros sobre el nivel del mar y 5,5 kilómetros de la capital municipal. Las localidades más cercanas son A Eirexa, Abeixón y Pousada.